# تولو، بالکان
تولو (به لاتین: Tülü، آواری: Толиб) یک منطقهٔ مسکونی در جمهوری آذربایجان است که در شهرستان بالاکن واقع شده‌است.

## خصوصیات
تولو ۵٬۷۱۹ نفر جمعیت دارد.